# Dean T. Kashiwagi

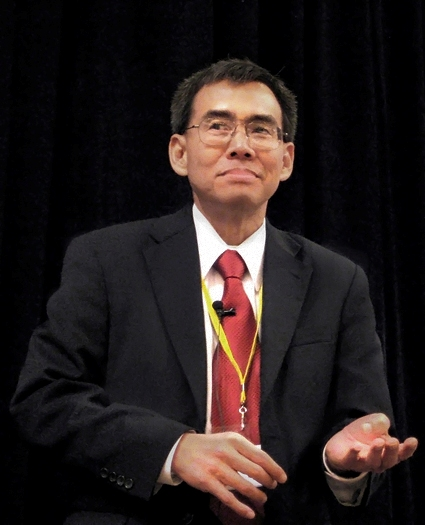
Dean T. Kashiwagi (2009)

Dean T. Kashiwagi (ur. 27 października 1952, zm. 1 kwietnia 2025) – profesor na uniwersytecie Arizona State University i specjalista Best Value Procurement, twórca systemu zakupowego opartego na rezultatach dostawców „PIPS” (ang. Performance Information Procurement System).

## Życiorys
Dean T. Kashiwagi jest potomkiem  japońskich imigrantów. Jego ojciec Shizuo, absolwent inżynierii lądowej na Uniwersytecie Hawajskim (University of Hawaii) był inżynierem oraz konstruktorem w Honolulu. Jego matka,  również absolwentka Uniwersytetu Hawajskiego, była przedsiębiorcą. Dean był najmłodszym z trojga dzieci. 
Kashiwagi otrzymał licencjat z inżynierii lądowej i wodnej, a następnie tytuł magistra w 1983 roku, oraz doktorat w 1991 z inżynierii przemysłowej.
Przez 14 lat służył w Siłach Powietrznych Stanów Zjednoczonych (United States Air Force). Podczas pobytu w college’u był członkiem programu szkolenia wojskowego ROTC (Reserve Officers' Training Corps). Po tym jak otrzymał licencjat, Kashiwagi został przeniesiony do bazy Sił Powietrznych Stanów Zjednoczonych (Holloman Air Force Base) w stanie Nowy Meksyk. W tym czasie Kashiwagi został wysłany na Arizona State University w celu ukończenia studiów doktoranckich. W 1992 roku zrezygnował ze służby w Siłach Powietrznych i zaczął wykładać na uniwersytecie Arizona State University.

## Działalność i prace akademickie
Kashiwagi rozwinął idee korzystania i zarządzania informacją. Stosując swoje teorie dla przedsiębiorstw, stworzył zmodyfikowany model systemu zakupowego opartego na rezultatach dostawców „PIPS” (Performance Information Procurement System). Opierając się na tym modelu rozpoczął badania z grupą Performance Based Research Group na uniwersytecie Arizona State University.